# Berufskolleg
Der Name Berufskolleg bezeichnet, wegen der zum Teil unterschiedlichen Bildungssysteme in den einzelnen Bundesländern der Bundesrepublik Deutschland, teilweise ganz unterschiedliche Schulsysteme oder Bildungsgänge.
In einigen Bundesländern sind Berufskollegs lediglich besondere Schularten einer berufsbildenden Schule.

## Berufskolleg in Baden-Württemberg
Das Berufskolleg zum Erwerb der Fachhochschulreife (BKFH) in Baden-Württemberg ist eine Schule, die Schüler in einem Jahr mit Vollzeitunterricht zur Fachhochschulreife führt, mit der an allen Fachhochschulen im Bundesgebiet studiert werden kann. Somit entspricht das BKFH der einjährigen Fachoberschule in anderen Bundesländern. Der Besuch des BKFH setzt die mittlere Reife voraus. Die Schwerpunkte des Unterrichts (kaufmännisch, technisch etc.) ergeben sich aus dem vorausgegangenen Abschluss der Berufsausbildung.
Dazu gibt es in Baden-Württemberg auch Berufskollegs, die im Anschluss an die mittlere Reife innerhalb von zwei Jahren eine Ausbildung zu einem staatlich geprüften Assistenten anbieten. Im kaufmännischen Bereich gibt es das zweistufige kaufmännische Berufskolleg in verschiedenen Ausprägungen. Zusätzlich gibt es zweijährige Berufskollegs für Wirtschaftsinformatik oder Fremdsprachen. Weitere Berufskollegs dieser Art werden auch in anderen Fachrichtungen angeboten. All diesen Berufskollegs ist gemeinsam, dass neben den Assistentenabschluss (zum Beispiel staatlich geprüfter Wirtschaftsassistent) über einen Zusatzunterricht in Mathematik und einer Naturwissenschaft zeitgleich eine Fachhochschulreife erworben werden kann, die allerdings bis 2008 nur in Baden-Württemberg und Rheinland-Pfalz anerkannt war. Durch eine Reform ist im kaufmännischen Berufskolleg 2 die Fachhochschulreife mittlerweile der primäre Abschluss, während der staatlich geprüfte Wirtschaftsassistent nur noch über eine Zusatzprüfung erworben werden kann. Diese Fachhochschulreife wird auch bundesweit anerkannt (schulischer Teil), zusätzlich muss jedoch noch der berufliche Teil nachgewiesen werden. Dieser berufliche Teil kann durch ein halbjähriges Praktikum oder durch eine zweijährige berufliche Tätigkeit im Ausbildungsberuf nachgewiesen werden. Berufskollegs ersetzen somit auch die in anderen Bundesländern übliche Fachoberschule. An dreijährigen gewerblich-technischen Berufskollegs in Teilzeit (restliche Zeit ist Ausbildungszeit in Werkstätten) kann neben dem Abschluss zu einem staatlich geprüften Berufstitel auch die Fachhochschulreife erworben werden. Voraussetzung: Realschulabschluss. Im Volksmund als Gesellenprüfung z. B. Holzbildhauer bekannt.
Eine weitere Gattung von Berufskollegs ermöglicht es, aufbauend auf dem Abitur, einen Berufsabschluss zu erwerben, z. B. das Berufskolleg für Informatik.

### Kaufmännisches Berufskolleg Fremdsprachen
Das Kaufmännische Berufskolleg Fremdsprachen ist eine zweijährige Schule, die eine kaufmännisch-fremdsprachliche Ausbildung bietet und in einigen Bundesländern angeboten wird. Es soll die Allgemeinbildung der Schüler aus Realschulen, zehnten Klassen der Gymnasien bzw. Gesamtschulen und Werkrealschulen erweitern und sie an das Berufsleben heranführen. Die Ausbildung erfolgt im Vollzeitunterricht und der Schwerpunkt liegt auf den sprachlichen Fächern Deutsch, Englisch und Französisch/Spanisch. Die Schüler legen nach zwei Jahren eine Prüfung zum 'staatlich geprüften Wirtschaftsassistenten' ab. Wenn der Schüler die Zusatzfächer Mathematik und Physik wählt, kann mit einer Zusatzprüfung die Fachhochschulreife erworben werden, mit der an Fachhochschulen ein Studium möglich ist.
Seit 2009 ist die Teilnahme an den Fächern Mathematik und Physik verpflichtend, da nun an allen Berufskollegs die Fachhochschulreife erzielt werden soll.

### Berufskolleg Grafik-Design

#### Allgemeines
In einigen Bundesländern gibt es das Berufskolleg Grafik-Design. Unterrichtet wird nach einem staatlich vorgegebenen Lehrplan. Der Schwerpunkt liegt auf den berufsbezogenen Fächern Grafik-Design, Typografie, Fotodesign, Freies Zeichnen, Schriftgrafik und Medientechnik. Hinzu kommen theoretische Fächer wie Deutsch, Ethik, Englisch, Wirtschafts- und Sozialkunde, Mathematik, Kunstgeschichte, Werbelehre und Werbetext. Zum Erwerb der Fachhochschulreife können die zusätzlichen Fächer Englisch (FH) und Mathematik (FH) gewählt werden.

#### Schwerpunkte der Ausbildung
Wichtig ist die Entwicklung, Förderung und Ausbildung der Kreativität im Bereich visuelle Gestaltung zur Qualifizierung in der Werbe- und Medienbranche. Dabei stellt die Vermittlung von Kenntnissen und Fertigkeiten zur Umsetzung gestalterischer Aufgaben eine wesentliche Herausforderung dar. Der Grafik-Designer wird also kreativ, handwerklich-technisch, sowie unter Anwendung manueller, fotografischer und computertechnischer Gestaltungsmittel (Multimedia) ausgebildet. Hierbei werden sowohl technologische als auch ökonomische Gesichtspunkte in Planung, Gestaltung und Ausführung einbezogen.

#### Abschluss
Staatlich geprüfte Grafik-Designerin / Staatlich geprüfter Grafik-Designer oder Gestaltungstechnischer Assistent (GTA). Bei Teilnahme an der Zusatzprüfung: Fachhochschulreife. Bildungsstufe: Abschluss auf der Sekundarstufe II

## Allgemeine Hochschulreife (AHR) am Berufskolleg
In einigen Bundesländern bieten Berufskollegs die Möglichkeit, z. B. in den Bildungsgängen der gymnasialen Oberstufe das Abitur (allgemeine AHR) und gleichzeitig eine berufliche Qualifikation zu erwerben.  Beispielsweise kann man in NRW am Gymnasium für Freizeitsportleiter (D17) – abgesehen von der allgemeinen Hochschulreife – die Trainerlizenz C erhalten. Andere berufliche Gymnasien, wie z. B. das Berufliche Gymnasium für Gesundheit ermöglichen den Erwerb der allgemeinen Hochschulreife und vermitteln gleichsam erste berufsspezifische Kenntnisse.
Zugangsvoraussetzung ist die Fachoberschulreife mit Qualifikationsvermerk. Es gibt am Berufskolleg ebenso die GOS 13 (Fachoberschule, Klasse 13). Eingangsvoraussetzung hierfür ist die Fachhochschulreife. Die GOS 13 führt in einem Jahr zur allgemeinen Hochschulreife (Abitur). Als Beispiel der GOS seien hier die Regelungen in Nordrhein-Westfalen dargestellt.
In den FOS-Klassen unterscheiden sich die Zugangsvoraussetzungen je Klassenstufe, an der man den Bildungsgang besucht.

### Eingangsvoraussetzungen
Die Schüler müssen mindestens die Fachoberschulreife mit der Berechtigung zum Besuch der gymnasialen Oberstufe besitzen (d. h. mit Qualifikationsvermerk). Schüler, die den schulischen Teil der Fachhochschulreife in der zweijährigen Höheren Berufsfachschule am Berufskolleg erworben haben, können im gleichen fachlichen Schwerpunkt direkt in die Jahrgangsstufe 12 des GOS-Bildungsgangs aufgenommen werden. Sie müssen Kenntnisse in einer zweiten Fremdsprache im Umfang des Unterrichts der Jahrgangsstufe 11 nachweisen. Die Berufskollegs tragen damit zur Durchlässigkeit des Bildungssystems bei und bieten nicht nur eine allgemeinbildende, sondern zusätzlich auch eine berufsbezogene Alternative zur Sekundarstufe II an Gymnasien oder Gesamtschulen.

### Bezug zum Berufsfeld
Die Verbindung zum gewählten Berufsfeld wird zum einen durch Pflichtpraktika, zum anderen durch entsprechende Fächerangebote hergestellt. Folgende Berufsabschlüsse können in Nordrhein-Westfalen erworben werden:
Fachbereich Gestaltung
- Staatlich geprüfter gestaltungstechnischer Assistent

Fachbereich Gesundheit/Soziales
- Staatlich geprüfter Erzieher (vier Jahre unter Einschluss eines fachpraktischen Ausbildungsjahres)
- Gymnasium für Freizeitsportleiter (AHR und Trainerlizenz C)

Fachbereich Informatik
- Staatlich geprüfter informationstechnischer Assistent

Fachbereich Technik/Naturwissenschaften
- Staatlich geprüfter bautechnischer Assistent
- Staatlich geprüfter biologisch-technischer Assistent
- Staatlich geprüfter chemisch-technischer Assistent
- Staatlich geprüfter elektrotechnischer Assistent
- Staatlich geprüfter Konstruktions- und Fertigungstechnischer Assistent
- Staatlich geprüfter physikalisch-technischer Assistent
- Staatlich geprüfter umwelttechnischer Assistent

Fachbereich Wirtschaft und Verwaltung
- Staatlich geprüfter technischer Assistent für Betriebsinformatik
- Staatlich geprüfter kaufmännischer Assistent

### Unterricht
Der Unterricht ist nach dem Muster der gymnasialen Oberstufe in Grund- und Leistungskursen organisiert. In der Jahrgangsstufe 12 muss ein mindestens vierwöchiges Betriebspraktikum im gewählten beruflichen Bereich absolviert werden. Zu dem Fächerangebot des Gymnasiums kommen berufsbezogene Fächer hinzu, im kaufmännischen Bereich etwa die Wirtschaftsinformatik oder VWL. Das Abitur und der erste Teil der Berufsabschlussprüfung werden am Ende der Jahrgangsstufe 13 absolviert. Mit Ausnahme der Erzieher (s. o.) müssen die Absolventen nach dem Abitur ein zwölfwöchiges Betriebspraktikum absolvieren, das von der Schule begleitet wird. Danach erfolgt der zweite Teil der Berufsabschulprüfung (Jahrgangsstufe 14).

## Fachschulen

### Aufnahmebedingungen
Fachschulen sind Einrichtungen der beruflichen Weiterbildung. In die Fachschule wird aufgenommen, wer mindestens
1. den Abschluss der Ausbildung in einem für die Zielsetzung der jeweiligen Fachrichtung einschlägigen Ausbildungsberufes und
2. den Berufsschulabschluss und
3. eine Berufstätigkeit im Ausbildungsberuf von mindestens einem Jahr, die auch während der Fachschulausbildung abgeleistet werden kann, nachweist und
4. die Fachoberschulreife (Mittlere Reife) besitzt.

Abweichend davon kann in die Fachschule aufgenommen werden, wer eine einschlägige Berufstätigkeit von mindestens fünf Jahren nachweist.

### Dauer des Bildungsganges
Im Regelfall dauert der Bildungsgang vier Semester (Schulhalbjahre) in der Abend- bzw. Teilzeitform (diese Form wählen Absolventen oft, wenn sie ihre berufliche Tätigkeit während der Zeit der Technikerausbildung beibehalten wollen); für Bewerber, die mindestens die Fachhochschulreife besitzen, kann sich die Dauer gegebenenfalls auf sechs Semester verkürzen. In der Vollzeitform beträgt die Dauer der Ausbildung zwei Schuljahre (vier Semester).

### Abschlussprüfung
Der Bildungsgang schließt mit der Abschlussprüfung z. B. zur oder zum „Staatlich geprüfter Erzieher/Techniker/Informatiker/Betriebswirt“ ab. Die Prüfung besteht aus einem schriftlichen und einem mündlichen Teil, darüber hinaus kann die Fachhochschulreife erlangt werden. Dies ist eine postsekundäre Ausbildung in Deutschland bzw. eine tertiäre Ausbildung im internationalen Vergleich.